# Тишков, Валерий Александрович
Вале́рий Алекса́ндрович Тишко́в (род. 6 ноября 1941, Нижние Серги, Свердловская область, СССР) — советский и российский историк, этнолог, социальный антрополог, доктор исторических наук (1979), профессор, заслуженный деятель науки Российской Федерации (1999), академик РАН (2008). Министр по делам национальностей Российской Федерации (1992), директор Института этнологии и антропологии им. Н. Н. Миклухо-Маклая РАН (1989—2015) и Центра социальной антропологии Российского государственного гуманитарного университета (с 2000). Академик-секретарь Отделения историко-филологических наук РАН (2013—2022). Вице-президент Международного союза антропологических и этнологических наук. Член экспертного совета национальной премии «Хрустальный компас».

## Биография
Родился в городке Нижние Серги Свердловской области в семье учителей Александра Ивановича Тишкова и Раисы Александровны Тягуновой. Окончив школу с золотой медалью (1959), поступил на исторический факультет МГУ имени М. В. Ломоносова, который окончил в 1964 году по кафедре новой и новейшей истории (дипломная работа «Позиция США на Потсдамской конференции»). Ученик академиков А. Л. Нарочницкого и Г. Н. Севостьянова; сокурсник литературоведа И. Л. Волгина. По распределению начал преподавательскую деятельность в Магаданском государственном педагогическом институте; в 1965 году стал самым молодым деканом историко-филологического факультета. В те же годы в Магадане работали историк В. Н. Балязин и философ Э. Ф. Володин.
После перерыва 1966—1969 годов, связанного с поступлением в аспирантуру МГПИ им. В. И. Ленина и защитой кандидатской диссертации «Исторические предпосылки канадской революции 1837 г.», вернулся в Магадан (доцент, декан исторического факультета Магаданского педагогического института).
С 1972 года — научный сотрудник Института всеобщей истории АН СССР в Москве. По поручению академика Е. М. Жукова был секретарём оргкомитета по подготовке советской делегации к Всемирному конгрессу исторических наук в Сан-Франциско в 1975 году. Учёный секретарь Отделения истории АН СССР (1976—1982). Доктор исторических наук (1979, диссертация «Освободительное движение в колониальной Канаде»). С 1982 по 1992 год заведовал сектором народов Америки Института этнографии АН СССР, с 1988 года — заместитель директора Института этнографии, в 1989—2015 годах — директор Института этнологии и антропологии имени Н. Н. Миклухо-Маклая РАН (избран собранием трудового коллектива; альтернативными кандидатами были С. А. Арутюнов и М. В. Крюков).
В 1992 году занимал должности председателя Государственного комитета по делам национальностей, министра по делам национальностей Российской Федерации. Член Общественной палаты Российской Федерации (2006—2010), руководитель Комиссии по толерантности и свободе совести. Входит в состав президиума Совета при Президенте Российской Федерации по межнациональным отношениям; Российского совета по международным делам; комиссии Российской Федерации по делам ЮНЕСКО; Общественного совета Федеральной миграционной службы России; Научного совета при Совете Безопасности Российской Федерации; коллегии Министерства регионального развития Российской Федерации.
С 2000 года — директор Учебно-научного Центра социальной антропологии РГГУ. Заместитель академика-секретаря и руководитель Секции истории Отделения историко-филологических наук РАН (2002—2013). 22 мая 2003 года избран членом-корреспондентом, 29 мая 2008 года — действительным членом Российской академии наук.
С 2013 года — академик-секретарь Отделения историко-филологических наук, член Президиума РАН. С 2015 года — научный руководитель ИЭА им. Н. Н. Миклухо-Маклая.
Младшие братья: Евгений и Леонид (род. 1953) — художник. Супруга — искусствовед Лариса Ивановна Никишова; сын — этнограф Василий Тишков (род. 1971).

## Научная деятельность
Специалист в области истории, этнологии и социальной антропологии стран Северной Америки; истории межэтнических отношений. Публикации посвящены вопросам этничности и национализма; межнациональным конфликтам; этнической политике. Входит в состав редколлегий журналов «Вестник Российской академии наук» и «Этнографическое обозрение».
Является членом правления Ассоциации антропологов и этнологов России (президент в 2011—2013) и президентом Международной академии социальных и педагогических наук. Под руководством В. А. Тишкова создана Сеть этнологического мониторинга и раннего предупреждения конфликтов. Вице-президент Международного союза антропологических и этнологических наук (1983—2003), сопредседатель Научного совета РАН по комплексным проблемам этничности и межнациональных отношений (с 2017) и Научного совета РАН по истории Великой Отечественной войны 1941—1945 гг. (с 2021).
Ввёл в российскую науку методы социально-культурной антропологии, этнологического мониторинга и предупреждения конфликтов, трактовки конструктивистской природы феномена этничности, а также россиян как гражданской нации.

## Основные работы
Книги
- Тишков В. А. Страна кленового листа: начало истории / отв. ред. Н. А. Ерофеев; Академия наук СССР. — М.: Наука, 1977. — 176, [8] с. — (Страны и народы). — 81 000 экз.
- Тишков В. А. Освободительное движение в колониальной Канаде. — М.: Наука, 1978. 384 с.
- Кошелев Л. В., Тишков В. А. История Канады. — М.: Мысль, 1982. 268 с.
- Тишков В. А. История и историки США. — М.: Наука, 1985. 352 с.
- Dejiny Kanady. Nakladatelstvi Svoboda — Praga, 1986.
- Стельмах В. Г., Тишков В. А., Чешко С. В. Тропою слёз и надежд: книга о современных индейцах США и Канады. — М.: Мысль, 1990. 317 с.
- Тишков В. А. Русские в Средней Азии и Казахстане. — М.: ИЭА РАН, 1992 (Исследования по прикладной и неотложной этнологии. Документ № 51)
- Тишков В. А. Русские как меньшинство: пример Эстонии. — М.: ИЭА РАН, 1992 (Исследования по прикладной и неотложной этнологии. Документ № 52)
- Nationalities and Conflicting Ethnicity in Post-Communist Russia, United Nations Research Institute for Social Development, Geneva, 1994.
- Тишков В. А. Россия как многонациональная общность и перспектива межэтнического согласия. — М.: АЦ «Российские исследования», 1994 (серия: Политология, вып. IV)
- Тишков В. А. Концептуальная эволюция национальной политики в России. М.: ИЭА РАН, 1996 (Исследования по прикладной и неотложной этнологии. Документ № 100)
- Tishkov V. Ethnicity, Nationalism and Conflict in and after the Soviet Union: The Mind Aflame (англ.) / PRIO[англ.], UNRISD[англ.]. — London: SAGE Publications, 1997. — 334 p. — ISBN 0-7619-51849.
- Тишков В. А. Американские индейцы: новые факты и интерпретации. Проблемы индеанистики. М.: Наука, 1997.
- Тишков В. А. Очерки теории и политики этничности в России. М.: Русский мир, 1997.
- Олкотт М. Б., Тишков В. А., Малашенко А. В. Идентичность и конфликт в постсоветских государствах. М., 1997.
- Тишков В. А. Политическая антропология. — New York: The Edwin Mellen Press Lewiston-Queenston-Lampeter, 2000. — 338 с. — (Российские исследования в гуманитарных науках; т. 14).
- Тишков В. А. Общество в вооружённом конфликте: этнография чеченской войны. — М.: Наука, 2001. — 552 с. ISBN 5-02-008755-6. (2-е изд. 2003)
- Тишков В. А. Этнология и политика: научная публицистика. — М.: Наука, 2001.
- Тишков В. А. Реквием по этносу: исследования по социально-культурной антропологии. — М.: Наука, 2003. — 544 с. ISBN 5-02-008820-X
- Tishkov Valery. Chechnya: Life in a War-Torn Society. Berkeley-LA-London: University of California Press, 2004.
- Русский мир: смысл и стратегии. // Стратегия России : журн. — 2007. — № 7 (июль).
- Тишков В. А. Наука и жизнь. Разговоры с этнографами. — СПб.: Алетейя, 2008. — 176, [16] с. ил. ISBN 978-5-91419-109-9
- Тишков В. А. Тундра и море. Чукотско-эскимосская резьба по кости / Описание предметов Ю. А. Широкова, В. А. Тишкова. Фото М. Б. Лейбова. — М.: Индрик, 2008. — 160 с., ил. ISBN 978-5-85759-463-6
- Тишков В. А. Российский народ: книга для учителя. — М.: Просвещение, 2010. — 180 с. ISBN 978-5-09-022050-7
- Тишков В. А. и др. Конфликтологические модели и мониторинг конфликтов в Северо-Кавказском регионе. М.: Росинформагротех, 2010. — 264 с. ISBN 978-5-4211-0029-4
- Тишков В. А., Шабаев Ю. П. Этнополитология: политические функции этничности. М: Изд-во МГУ, 2011. — 416 с. ISBN 978-5-19-011367-9 (2-е изд. 2019)
- Тишков В. А. Российский народ. История и смысл национального самосознания. М.: Наука, 2013. — 650 с. ISBN 978-5-02-037562-9
- Тишков В. А. и др. Формирование гражданской идентичности. Книга для молодежи. М.: ИЭА РАН, 2015. — 133 с. ISBN 978-5-4211-0143-7
- Тишков В. А. Мы — российский народ: учебно-методическое пособие. М.: Вентана-Граф, 2019. — 192 с., ил. ISBN 978-5-360-10652-4
- Тишков В. А. Национальная идея России. Российский народ и его идентичность. М.: АСТ, 2021. — 416 с. ISBN 978-5-17-137246-0
- Тишков В. А. Разговоры с этнографами. СПб.: Алетейя, 2022. — 296 с., ил. ISBN 978-5-91419-109-9
- Тишков В. А. Нация наций. О подходах к пониманию России. М., 2022. — 69 с. ISBN 978-5-4211-0299-1
- Тишков В. А. и др. Социокультурные ценности российской молодежи. М.: ИЭА РАН, 2023. — 144 с. ISBN 978-5-4211-0304-2

Составитель и редактор
- Исторические судьбы американских индейцев / отв. ред. В. А. Тишков. М., 1985. 360 с.
- Экология американских индейцев и эскимосов. Проблемы индеанистики / отв. ред. В. А. Тишков. М., 1988. 338 с.
- Коренное население Северной Америки в современном мире / отв. ред. В. А. Тишков. — М.: Наука, 1990. 396 с. (Соавт. В. П. Алексеев, В. А. Шнирельман и др.)
- Народы России. Энциклопедия / Тишков В. А. (гл. ред.). — М.: Большая российская энциклопедия, 1994. — 485 с. — ISBN 5852700827.
- Ethnicity and power in the contemporary world / ed. by Kumar Rupesinghe and Valery A. Tishkov. Tokyo, 1996.
- Вынужденные мигранты и государство / под ред. В. А. Тишкова. М.: ЭКОС, 1998.
- Народы и религии мира. Энциклопедия / Тишков В. А. (гл. ред.). — М.: Большая российская энциклопедия, 1999. — 928 с.
- Многоэтничные сообщества в условиях трансформаций: опыт Дагестана. Материалы международной научной конференции, Москва, 25-27 мая 2004 г. / отв. ред. В. А. Тишков. М.: 2005. — 288 с. ISBN 5-201-14620-1
- Национализм в мировой истории / под ред. В. А. Тишкова и В. А. Шнирельмана. — М.: Наука, 2007. — 604 с.
- Российский Кавказ: книга для политиков / под ред. В. А. Тишкова. — М.: Росинформагротех, 2007. — 384 с. ISBN 5-201-00806-2
- Правовой статус финно-угорских языков и этнокультурные потребности российской школы / под ред. В. А. Тишкова. М.: 2011. — 288 с. ISBN 978-5-905388-04-0
- Этнический и религиозный факторы в формировании и развитии Российского государства / Отв. ред. Т. Ю. Красовицкая, В. А. Тишков. М., 2012.
- Этничность и религия в современных конфликтах / отв. ред. В. А. Тишков, В. А. Шнирельман. М.: Наука, 2012. — 653 с. ISBN 978-5-02-038025-7
- Российская Арктика: коренные народы и промышленное освоение / под ред. В. А. Тишкова. М.: Нестор-История, 2016. — 272 с. ISBN 978-5-4469-0764-9
- Феномен этнического конфликта: междисциплинарный подход и общественные практики. Опыт предупреждения и урегулирпования конфликтов / под ред. В. А. Тишкова, В. В. Степанова. М.: ИЭА РАН, 2018. — 452 с. ISBN 978-5-4211-0232-8
- Медийная индоктринация: антропологические исследования / отв. ред. В. К. Малькова, В. А. Тишкова. М.: ИЭА РАН, 2018. — 278 с. ISBN 978-5-4211-0210-6
- Государственная национальная политика Российской Федерации: учеб. пособие для специалистов в сфере национальных и религиозных отношений / отв. ред. В. А. Тишков. М.: Просвещение, 2020. — 288 с. ISBN 978-5-09-078229-6
- Историческая и этнокультурная тематика в учебном, научном и общественно-политическом дискурсе Северного Кавказа / под ред. В. А. Тишкова; сост. Б. А. Синанов, В. В. Тишков. М.: ИЭА РАН, 2021. — 311 с. ISBN 978-5-4211-0276-2
- Теории и практики радикализма и экстремизма: сб. статей / под ред. В. А. Тишкова. М.: ИЭА РАН, 2023. — 384 с. ISBN 978-5-4211-0302-8
- Этнополитическая ситуация в Российской Федерации в 2022 году. Ежегодный доклад Сети этнологического мониторинга и раннего предупреждения конфликтов / под ред. В. А. Тишкова, А. В. Черных. Пермь: Маматов, 2023. — 464 с. ISBN 978-5-91076-267-5

Статьи
- Ассамблея наций или союзный парламент? (Этнополитический анализ состава Съезда народных депутатов СССР и Верховного Совета СССР) // Советская этнография. 1990, № 3. С.3-17.

Переводы
- Суанкей Б. Габриэль Дюмон и восстание 1885 года в Саскачеване = The Story of Gabriel Dumont and the Saskatchewan Rebellion of 1885 / Бен Суанкей; Пер. с англ. В. А. Тишкова. — М.: Прогресс, 1980. — 144 с. — 16 000 экз.

## Награды и звания

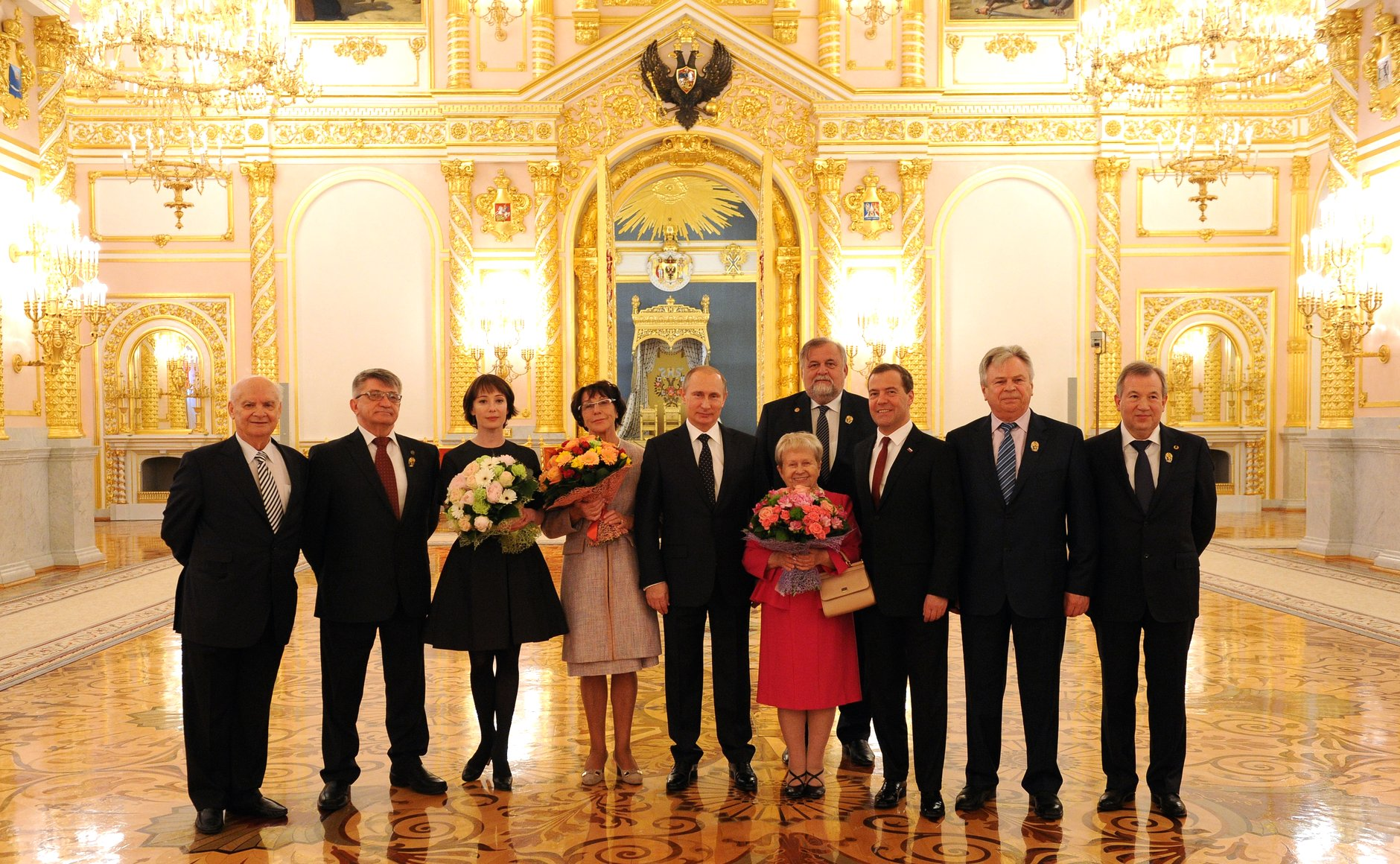
В. А. Тишков (2-й справа) на церемонии вручения Государственных премий Российской Федерации за 2014 год, 12 июня 2015 года

- медаль «За трудовую доблесть» (1981);
- заслуженный деятель науки Российской Федерации (1999)[7];
- лауреат Государственной премии Российской Федерации в области науки и техники (2001) — за цикл историко-этнографических работ о народах и религиях мира;
- орден Русской Православной Церкви святого благоверного князя Даниила Московского III степени (2008);
- орден Почёта (2009) — за достигнутые трудовые успехи и многолетнюю плодотворную работу;
- заслуженный деятель науки Карачаево-Черкесской Республики (2014);
- лауреат государственной премии Российской Федерации в области науки и технологий (2014) — за достижения в области этнологии и социально-культурной антропологии, разработку метода этнологического мониторинга, предупреждения и разрешения этнополитических конфликтов[8];
- орден Дружбы (2016) — за большой вклад в развитие науки, образования, подготовки квалифицированных специалистов и многолетнюю плодотворную работу[9];
- Заслуженный деятель науки Чеченской Республики (9 июля 2019) — за значительный вклад в развитие науки Чеченской Республики, безупречный добросовестный труд[10];
- орден Александра Невского (2021) — за большой вклад в развитие науки и многолетнюю добросовестную работу[11].